# Caristianus asymmetria
Caristianus asymmetria är en insektsart som beskrevs av Chen, Yang och Wilson 1994. Caristianus asymmetria ingår i släktet Caristianus och familjen vedstritar. Inga underarter finns listade i Catalogue of Life.